# بازیافت بتن

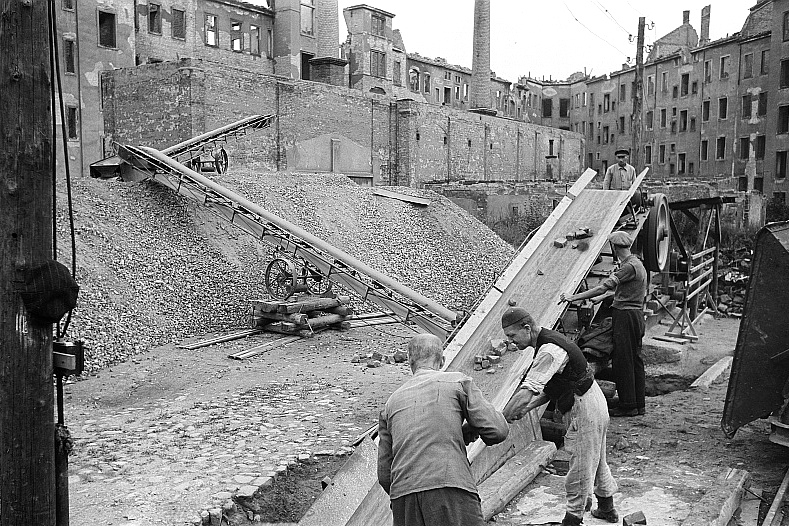
بتن از یک ساختمان به یک سنگ‌شکن قابل حمل ارسال می‌شود. این اولین قدم در بازیافت بتن است.

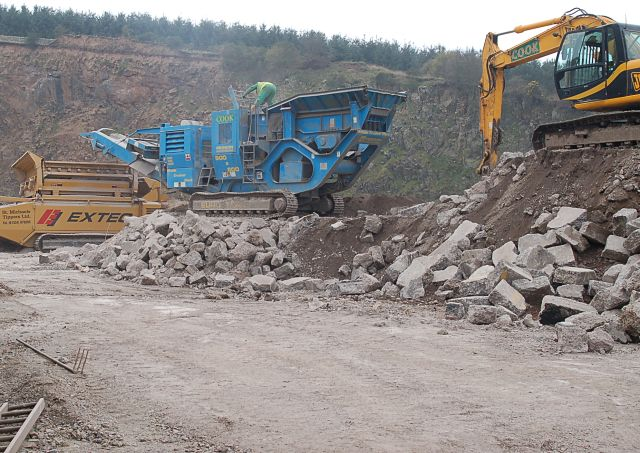
خرد کردن بتن از یک فرودگاه

بازیافت بتن به استفاده از نخاله‌های حاصل از تخریب سازه‌های بتنی گفته می‌شود. بازیافت ارزان‌تر و زیست‌محیطی‌تر از حمل نخاله به محل دفن زباله است. قلوه سنگ خرد شده را می‌توان برای شن ریزی جاده، روکش دیوار، دیوارهای حائل، شن ریزی محوطه سازی یا مواد اولیه برای بتن جدید استفاده کرد. قطعات بزرگ را می‌توان به عنوان آجر یا تخته سنگ استفاده کرد، یا با بتن جدید در سازه‌ها ترکیب کرد، ماده‌ای به نام شهری.

## اقتصاد چرخشی
بتن ماده‌ای عالی برای ساخت ساختمان‌های بادوام و با بهره‌وری انرژی بالا است. با این حال، حتی با طراحی خوب، نیازهای انسان تغییر می‌کند و ضایعات بالقوه‌ای تولید خواهد شد.
طبق تصمیم کمیسیون اروپا برای فهرست زباله‌ها، بتن ممکن است به عنوان زباله در نظر گرفته شود، طبق کدهای زیر: ۱۷ (زباله‌های ساختمانی و تخریب، شامل خاک حفاری شده از مکان‌های آلوده)، ۰۱ (بتن، آجر، کاشی و سرامیک)، ۰۱ (بتن)، و ۱۷٫۰۱٫۰۶* (مخلوط بخش‌های جداگانه بتن، آجر، کاشی و سرامیک حاوی مواد خطرناک)، و ۱۷٫۰۱٫۰۷ (مخلوط بخش‌های جداگانه بتن، آجر، کاشی و سرامیک غیر از موارد ذکر شده در ۱۷٫۰۱٫۶). تخمین زده می‌شود که در سال ۲۰۱۸ اتحادیه اروپا ۳۷۱٬۹۱۰ هزار تن زباله معدنی ناشی از ساخت و ساز و تخریب تولید کرده است و نزدیک به ۴ درصد از این مقدار خطرناک تلقی می‌شود. آلمان، فرانسه و بریتانیا به ترتیب با ۸۶۴۱۲ هزار تن، ۶۸۹۷۶ و ۶۸۷۳۲ هزار تن زباله ساختمانی، سه کشور آلوده‌کننده برتر بودند.
در چارچوب اقتصاد چرخشی، کارآمدترین راه برای استفاده از بتن پس از تحقق هدف اولیه آن ممکن است مشخص نباشد. عواملی که باید در نظر گرفته شوند شامل کیفیت مواد بازیابی شده و همچنین الزامات فنی یا سایر الزامات نظارتی است.
در حال حاضر، هیچ معیاری برای پایان ضایعات مواد بتنی در اتحادیه اروپا وجود ندارد. با این حال، بخش‌های مختلف، جایگزین‌هایی برای ضایعات بتن پیشنهاد داده‌اند و آن را به عنوان ماده اولیه ثانویه در کاربردهای مختلف، از جمله خود تولید بتن، مورد استفاده مجدد قرار داده‌اند.

### استفاده مجدد
استفاده مجدد از بلوک‌ها به شکل اولیه یا با برش دادن آنها به بلوک‌های کوچک‌تر، تأثیر زیست‌محیطی کمتری دارد؛ با این حال، در حال حاضر تنها بازار محدودی از آنها وجود دارد. طرح‌های ساختمانی بهبود یافته که امکان استفاده مجدد از دال و تغییر شکل ساختمان بدون تخریب را فراهم می‌کنند، می‌توانند این کاربرد را افزایش دهند. دال‌های بتنی توخالی به راحتی قابل جدا شدن هستند و دهانه آنها معمولاً ثابت است، که آنها را برای استفاده مجدد مناسب می‌کند.
موارد دیگر استفاده مجدد با قطعات بتنی پیش‌ساخته امکان‌پذیر است: از طریق تخریب انتخابی، چنین قطعاتی را می‌توان از هم جدا کرد و برای استفاده بیشتر در سایر سایت‌های ساختمانی جمع‌آوری کرد. مطالعات نشان می‌دهد که طرح‌های بازسازی و نوسازی واحدهای ساختمانی (یعنی استفاده مجدد از بتن پیش‌ساخته) جایگزینی برای نوعی از ساخت‌وساز است که از منابع محافظت کرده و در مصرف انرژی صرفه‌جویی می‌کند. به خصوص مصالح ساختمانی با طول عمر بالا، بادوام و مصرف انرژی بالا، مانند بتن، می‌توانند از طریق بازیافت، مدت زمان بیشتری در چرخه عمر خود باقی بمانند. سازه‌های پیش‌ساخته پیش‌نیاز سازه‌هایی هستند که لزوماً قابلیت جدا شدن دارند. در صورت کاربرد بهینه در بدنه ساختمان، صرفه‌جویی در هزینه‌ها تا ۲۶ درصد تخمین زده می‌شود که مکملی سودآور برای روش‌های جدید ساختمان‌سازی است. با این حال، این بستگی به چندین دوره دارد که باید تعیین شوند. امکان‌سنجی این جایگزین باید مورد بررسی قرار گیرد، زیرا تدارکات مرتبط با حمل قطعات سنگین بتن می‌تواند از نظر مالی بر عملیات تأثیر بگذارد و همچنین ردپای کربن پروژه را افزایش دهد. همچنین، مقررات دائماً در حال تغییر در مورد ساختمان‌های جدید در سراسر جهان ممکن است استانداردهای کیفیت بالاتری را برای عناصر ساختمانی الزامی کند و استفاده از عناصر قدیمی را که ممکن است به عنوان منسوخ طبقه‌بندی شوند، مهار کند.

### بازیافت
نخاله‌های بتنی به‌طور معمول برای دفع به محل‌های دفن زباله منتقل می‌شوند، اما بازیافت آنها به دلیل افزایش آگاهی‌های زیست‌محیطی، تغییر مقررات/قوانین و مزایای اقتصادی در حال افزایش است. بتن را می‌توان بازیابی کرد - خرد کرد و به عنوان سنگدانه در پروژه‌های جدید دوباره استفاده کرد.
بازیابی بتن، بهره‌برداری از منابع و هزینه‌های حمل و نقل مرتبط را کاهش می‌دهد و محل دفن زباله را نیز کم می‌کند. با این حال، تأثیر کمی در کاهش انتشار گازهای گلخانه‌ای دارد زیرا بیشتر انتشار گازهای گلخانه‌ای هنگام ساخت سیمان رخ می‌دهد. در حال حاضر، بیشتر بتن بازیافتی برای زیرسازی جاده‌ها و پروژه‌های مهندسی عمران استفاده می‌شود.
تاکنون رایج‌ترین روش برای بازیافت بتن خشک و سخت شده، خرد کردن است. مواد ورودی می‌توانند بتن تازه (مرطوب)، بتن برگشتی از کامیون‌های بتن آماده، ضایعات تولید در یک کارخانه تولید بتن پیش‌ساخته یا ضایعات حاصل از تخریب باشند. مهم‌ترین منبع، نخاله‌های تخریب هستند که ترجیحاً پس از تخریب از قبل دسته‌بندی شده‌اند. سایت‌های فرآوری خاص معمولاً قادر به تولید سنگدانه با کیفیت بالاتر هستند. از الک‌ها برای رسیدن به اندازه ذرات مورد نظر و حذف آلودگی، ذرات خارجی و مواد ریز از سنگدانه‌های درشت استفاده می‌شود.
محصول نهایی، سنگدانه بتن بازیافتی (RCA)، دارای شکلی زاویه‌دار، سطحی ناهموارتر، وزن مخصوص کمتر (۲۰٪)، جذب آب بالاتر بیشتر از ۱۱ است - این خطر واکنش‌های قلیایی را افزایش می‌دهد. چگالی کمتر RCA معمولاً راندمان پروژه را افزایش داده و هزینه کار را کاهش می‌دهد - RCA حجم بیشتری نسبت به وزن (تا ۱۵٪) تولید می‌کند. خواص فیزیکی آن، آن را به ماده‌ای ترجیحی برای کاربردهایی مانند زیرسازی جاده و زیرسازی زیرسازی تبدیل می‌کند؛ زیرا سنگدانه‌های بازیافتی اغلب خواص تراکم بهتری دارند و برای استفاده در زیرسازی به سیمان کمتری نیاز دارند. علاوه بر این، به‌طور کلی تهیه آن ارزان‌تر از مواد اولیه است.

#### سیمان
بتن پودر شده می‌تواند جایگزین مواد گدازآور در کوره قوس الکتریکی شود. این فرایند «سیمان دوباره فعال‌شده» را به عنوان یک محصول جانبی تولید می‌کند. کوره‌ها برای خالص‌سازی فولاد به شار (معمولاً آهک) نیاز دارند. اگر سرباره باقی مانده به سرعت در هوا سرد شود، به سیمان پرتلند تبدیل می‌شود. این تکنیک همچنین در مقایسه با روش‌های مرسوم، انتشار گاز را به میزان قابل توجهی کاهش می‌دهد.

#### کاربردها
کاربردهای تجاری اصلی عبارتند از:
- لایه اساس سنگدانه (اساس جاده)، یا سنگدانه‌های فرآوری نشده که به عنوان فونداسیون برای روسازی جاده استفاده می‌شوند، لایه زیرین (زیر روسازی) است که یک فونداسیون ساختاری برای روسازی فراهم می‌کند.[۱۰]
- سنگدانه برای بتن آماده، با جایگزینی ۱۰ تا ۴۵ درصد از سنگدانه‌های اولیه با ترکیبی از سیمان، ماسه و آب. از آنجا که RCA حاوی سیمان است، نسبت‌های مخلوط باید تنظیم شوند تا به الزامات ساختاری مورد نظر مانند کارایی، مقاومت و جذب آب دست یابند.
- تثبیت خاک، با ترکیب سنگدانه‌های بازیافتی، آهک یا خاکستر بادی در مصالح زیرسازی با کیفیت نهایی که برای افزایش ظرفیت باربری آن زیرسازی استفاده می‌شود.[۱۰]
- بستر لوله‌ای: به عنوان بستری پایدار یا فونداسیونی محکم که می‌توان تأسیسات زیرزمینی را در آن قرار داد، عمل می‌کند. مقررات برخی کشورها استفاده از RCA و سایر ضایعات ساختمانی و تخریب را در بسترهای فیلتراسیون و زهکشی به دلیل آلودگی احتمالی با کروم و اثرات pH ممنوع می‌کند.[۱۰]
- مصالح محوطه‌سازی: شامل دیوارهای سنگی تخته‌سنگی/روی هم چیده شده، سازه‌های تکیه‌گاه زیرگذر، سازه‌های فرسایشی، آب‌نماها، دیوارهای حائل.[۱۰]

### چالش‌های گهواره تا گهواره

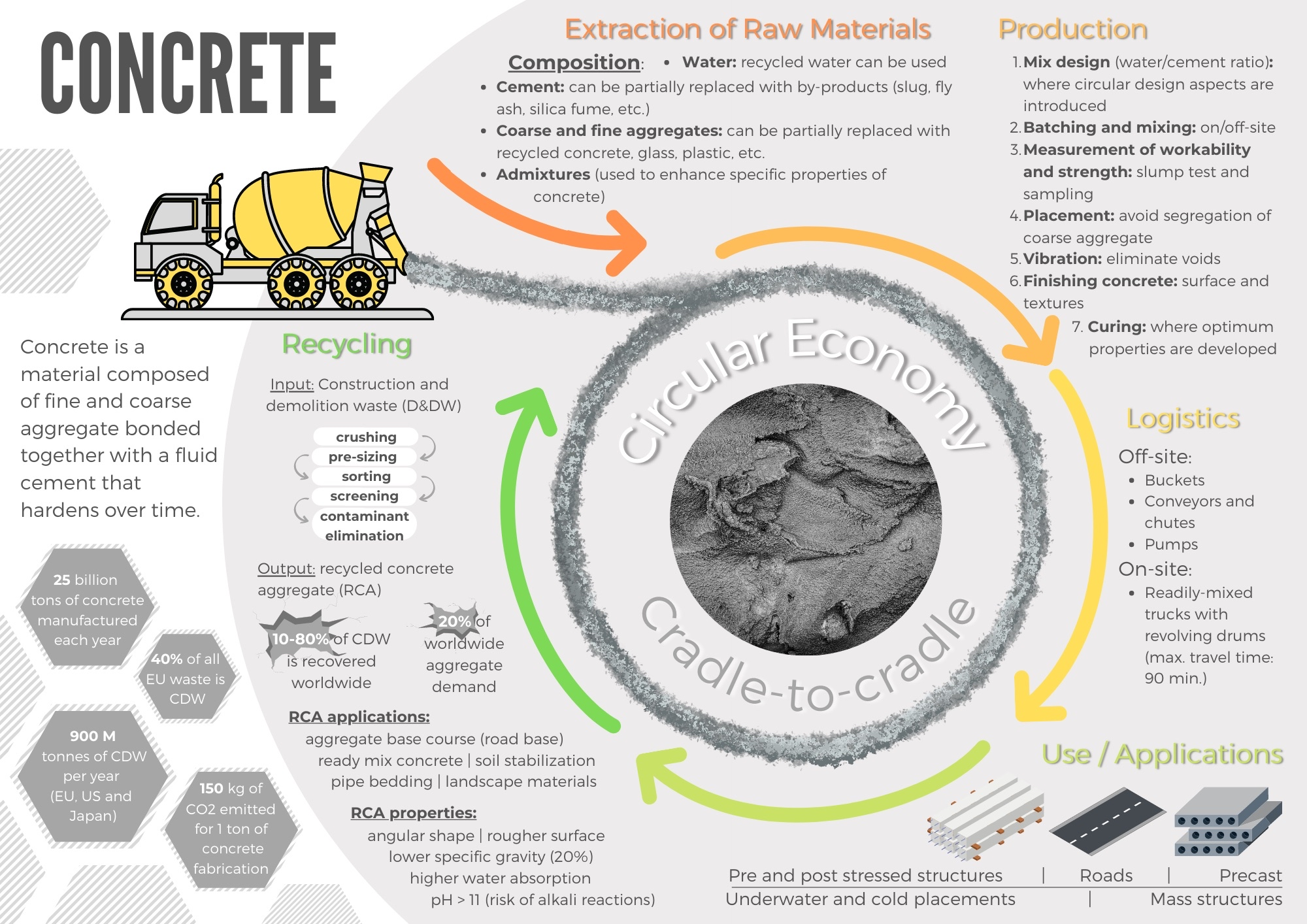
دایره‌ای بودن بتن: طراحی گهواره تا گهواره

کاربردهای توسعه‌یافته برای RCA تاکنون جامع نیستند و با یافتن راه‌هایی برای تطبیق زباله‌های ساختمانی و تخریب به عنوان مواد اولیه ثانویه به روشی ایمن و اقتصادی، کاربردهای بسیار بیشتری نیز باید توسعه یابند. با این حال، با توجه به هدف داشتن چرخه‌ای از منابع در چرخه عمر بتن، تنها کاربرد RCA که می‌تواند به عنوان بازیافت بتن در نظر گرفته شود، جایگزینی سنگدانه‌های طبیعی در مخلوط‌های بتنی است. تمام کاربردهای دیگر تحت دستهٔ بازیافت تدریجی قرار می‌گیرند. تخمین زده می‌شود که حتی بازیابی تقریباً کامل بتن از نخاله‌های ساختمانی و تخریب، تنها حدود ۲۰٪ از کل نیازهای سنگدانه را در کشورهای توسعه‌یافته تأمین می‌کند.
مسیر حرکت به سمت چرخه‌ای شدن، فراتر از خود فناوری بتن است و به پیشرفت‌های چندجانبه در صنعت سیمان، تحقیق و توسعه مواد جایگزین، طراحی و مدیریت ساختمان، و تخریب و همچنین استفاده آگاهانه از فضاهای شهری برای کاهش مصرف بستگی دارد.

## فرایند

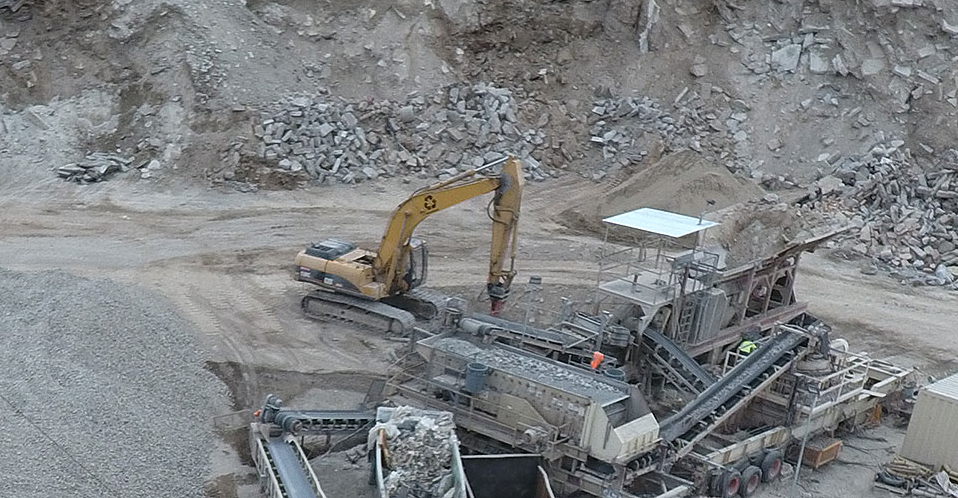
کارخانه بازیافت بتن

استفاده مجدد از قطعات بتنی شهری (قطعات آوار بتنی) شامل انتخاب و حمل قطعات و استفاده از آنها به عنوان تخته سنگ یا آجر است. قطعات را می‌توان شکل داد، مثلاً با استفاده از اسکنه؛ این کار می‌تواند پرزحمت باشد.
خرد کردن شامل جمع‌آوری زباله، چوب و کاغذ؛ حذف فلزاتی مانند میلگرد، با استفاده از آهنربا و سایر دستگاه‌ها، برای بازیافت جداگانه؛ مرتب‌سازی سنگدانه‌ها بر اساس اندازه؛ خرد کردن آنها با استفاده از سنگ‌شکن؛ و حذف سایر ذرات با روش‌هایی مانند جمع‌آوری دستی و شناورسازی با آب.
خرد کردن مصالح در محل ساخت و ساز با استفاده از سنگ‌شکن‌های قابل حمل ارزان‌تر است و آلودگی کمتری نسبت به حمل و نقل مصالح به معدن و از معدن ایجاد می‌کند. کارخانه‌های بزرگ قابل حمل جاده‌ای می‌توانند بتن و آسفالت را با سرعت ۶۰۰ تن در ساعت خرد کنند. این سیستم‌ها معمولاً شامل یک نوار نقاله تخلیه جانبی، یک دستگاه غربالگری و یک نوار نقاله برگشتی از سرند به سنگ‌شکن برای خردایش مجدد قطعات بزرگ هستند. سنگ‌شکن‌های جمع و جور و مستقل می‌توانند تا ۱۵۰ تن در ساعت را خرد کنند و در مناطق تنگ‌تر جای بگیرند. اتصالات سنگ‌شکن به تجهیزات ساختمانی مانند بیل مکانیکی می‌توانند تا ۱۰۰ تن در ساعت را خرد کنند و خرد کردن حجم‌های کوچکتر را اقتصادی کنند.
برای تولید سنگدانه‌های تمیز از ضایعات بتن خرد شده، عملیات تخریب و دمونتاژ بسیار دقیقی لازم است تا جریان بتن از سایر موادی که کیفیت آن را کاهش می‌دهند، دور نگه داشته شود. پس از جداسازی، بتن شکسته به فرایند بازیافت تر فرستاده می‌شود، جایی که بخش درشت بتن شکسته شسته می‌شود تا سنگدانه تمیز تولید شود، در حالی که باقیمانده حاصل از فرایند شستشو به شکل لجن به محل دفن زباله فرستاده می‌شود.

## موارد استفاده
قطعات بزرگ قلوه سنگ بتنی (شهری) را می‌توان در دیوارها به عنوان سنگ ساختمانی، به عنوان دال در پیاده‌روها، یا به عنوان سنگفرش‌های سنگ‌چین برای کاهش فرسایش کناره رودخانه استفاده کرد. بلوک‌های اکولوژیکی (بلوک‌های اکولوژیکی) از بتن بازیافتی ساخته می‌شوند و برای دیوار حائل و سایر سازه‌های موقت استفاده می‌شوند و همچنین برای معماری خصمانه نیز مورد استفاده قرار گرفته‌اند.
قطعات کوچک به عنوان شن برای پروژه‌های ساختمانی جدید استفاده می‌شوند. شن زیرسازی به عنوان پایین‌ترین لایه در جاده ریخته می‌شود و بتن یا آسفالت تازه روی آن ریخته می‌شود. مدیریت بزرگراه‌های فدرال ایالات متحده ممکن است از چنین تکنیک‌هایی برای ساخت بزرگراه‌های جدید از مصالح بزرگراه‌های قدیمی استفاده کند. روسازی‌های بتنی را می‌توان در محل خود شکست و از طریق فرآیندی به نام روسازی با مالچ‌پاشی، به عنوان لایه پایه برای روسازی آسفالتی استفاده کرد.
بتن خرد شده عاری از آلاینده‌ها می‌تواند به عنوان ماده اولیه (گاهی اوقات مخلوط با سنگدانه طبیعی) برای ساخت بتن جدید استفاده شود.
موادی که به خوبی دانه‌بندی شده و از نظر زیبایی‌شناسی دلپذیر باشند، می‌توانند به عنوان سنگ محوطه‌سازی و مالچ استفاده شوند.
گابیون‌های سیمی (قفس‌ها) می‌توانند با بتن خرد شده پر شوند و به عنوان دیوارهای حائل یا دیوارهای حریم خصوصی (به جای حصارکشی) روی هم قرار گیرند.

## بازیافت شیمیایی ضایعات بتنی
منبع:

### اصلاح و تثبیت خاک
دفع و تصفیه نامناسب ضایعات بتنی تأثیر منفی بر خاک می‌گذارد، اما می‌توان از فرآیندهای تصفیه و بازیافت مناسب برای اصلاح و تثبیت خاک استفاده کرد. به‌طور کلی، مخلوط‌های فعال‌شده با قلیا، خاک را از طریق تبادل کاتیونی، واکنش‌های هیدراتاسیون و واکنش‌های پوزولانی تقویت‌شده، بهبود و تثبیت می‌کنند. یون‌های Ca2 + در مخلوط فعال‌شده با قلیا با سایر یون‌های فلزی تبادل می‌کنند، لایه‌های دوگانه الکتریکی را کاهش و لخته‌سازی را افزایش می‌دهند و خاک را دانه‌ای‌تر و شکننده‌تر می‌کنند. مخلوط‌های فعال‌شده با قلیا، با جذب آب موجود در خاک از طریق واکنش‌های هیدراتاسیون، خاک را بهبود می‌بخشند که باعث کاهش محتوای آب در خاک و بهبود خاک نرم با رطوبت بالا می‌شود. در نهایت، تفکیک اکسید کلسیم در آب موجود در خاک، غلظت الکترولیت را افزایش می‌دهد و از این رو SiO2 و Al2O3 راحت‌تر حل می‌شوند و واکنش‌های پوزولانی را تقویت می‌کنند. موادی مانند سیمان پرتلند، خاکستر بادی و آهک در حال حاضر به‌طور گسترده برای اصلاح و تثبیت خاک استفاده می‌شوند، بنابراین می‌توان همین مفهوم را به ضایعات بتنی که خود ترکیبی فعال‌شده با قلیا است، تعمیم داد. به‌طور کلی، مطالعات نشان داده‌اند که مواد سیمانی ضایعات بتنی که به خاک ضعیف اضافه می‌شوند، باعث واکنش‌های هیدراتاسیون می‌شوند که خاک، مقدار Ca2 + و مقدار Ca(OH) 2 آزاد را افزایش می‌دهند که می‌تواند از طریق واکنش‌های پوزولانی با SiO2 و Al2O3 واکنش دهد و خاک را بهبود بخشد.

### تولید مصالح ساختمانی
ضایعات بتن حاوی سیلیکون فراوان و مقداری آلومینیوم است، بنابراین می‌توان از آنها برای سنتز ژئوپلیمرها استفاده کرد. چسب ژئوپلیمری همراه با متاکائولن می‌تواند ماده‌ای با محتوای سیلیکون، آلومینیوم و کلسیم مطلوب تولید کند. بتن ژئوپلیمری حاصل از بتن ضایعاتی مورد تجزیه و تحلیل قرار گرفته است و پیشنهاد شده است که می‌توان از آن در کاربردهایی که به بتن نسبتاً مقاوم، بتن عایق حرارتی، بتن سبک و آجر یا بلوک نیاز دارند، استفاده کرد.

### تصفیه آب و گاز
ضایعات بتنی که غنی از ترکیبات کلسیم قلیایی هستند، می‌توانند برای حذف و بازیابی عناصر مختلف از محلول آبی مورد استفاده قرار گیرند. بتن ضایعاتی به عنوان جاذب برای حذف فسفر از فاضلاب پس از حذف لجن اضافی در تصفیه‌خانه‌های فاضلاب استفاده شده است. ضایعات بتنی همچنین می‌توانند به عنوان یک عامل تصفیه گاز ارزان قیمت مورد استفاده قرار گیرند. این روش نسبت به استفاده از عوامل تصفیه گاز مرسوم مزایایی دارد، زیرا ضایعات بتن ارزان هستند و در مقادیر زیاد تولید می‌شوند. تحقیقات نشان داده است که بتن ضایعاتی می‌تواند در جذب NO2، SO2 و گاز فلوئور نقش داشته باشد.

## موارد احتیاط
نگرانی‌هایی در مورد بازیافت بتن رنگ‌شده به دلیل احتمال وجود سرب وجود دارد. آزمایشگاه تحقیقات مهندسی ساخت و ساز سپاه مهندسان ارتش (CERL) و دیگران خطرات را بررسی کرده‌اند و به این نتیجه رسیده‌اند که بتن با رنگ پایه سرب باید به عنوان پرکننده بدون پوشش نفوذناپذیر، تا زمانی که با خاک پوشانده شده باشد، با خیال راحت استفاده شود.
برخی آزمایش‌ها نشان داده‌اند که بتن بازیافتی نسبت به بتن حاصل از سنگدانه‌های طبیعی، استحکام و دوام کمتری دارد. این مشکل را می‌توان با مخلوط کردن موادی مانند خاکستر بادی برطرف کرد.

## برای مطالعهٔ بیشتر
- Kumar, Prashant; Morawska, Lidia (2014). "Recycling concrete: An undiscovered source of ultrafine particles" (PDF). Atmospheric Environment. Elsevier BV. 90: 51–58. Bibcode:2014AtmEn..90...51K. doi:10.1016/j.atmosenv.2014.03.035. ISSN 1352-2310.